# 山岡景友
山岡景友（日语：／ Yamaoka Kagetomo，1540年—1604年1月21日）是日本戰國時代至江戶時代前期的武將、大名。常陸古渡藩初代藩主。父親是山岡景之。

## 生平
在天文9年（1540年）出生，家中四男。父親景之是守護六角氏的家臣。最初成為領內的三井寺光淨院的住持，法號暹慶。與室町幕府的奉公眾有親密關係，而且與政所代蜷川親長亦是親交。
被第15代將軍足利義昭立為幕臣，根據『耶蘇會士日本通信』記載，是「將軍的寵臣」（将軍の寵臣）。元龜2年（1571年），與三淵藤英一同前往大和國救援被松永久秀攻擊的的筒井順慶。元龜3年（1572年），受義昭之命而還俗，改名為山岡景友，被幕府任命為山城國半國守護（不過因為義昭在翌年與織田信長的關係決裂，所以實質權限不明）。
在信長包圍網之中的信長開始與義昭戰鬥後，其他兄弟都投向織田氏，而自身則跟隨義昭，在近江國石山城堅守。元龜4年（1573年）2月26日，被織田家臣柴田勝家進攻，接受投向織田方的哥哥景隆説服，於是開城降伏。在仕於織田家後，被認為是與哥哥們一同成為佐久間信盛的與力，在信盛被流放後，有前往高野山探訪信盛的記錄留下。
天正10年（1582年）6月，在信長於本能寺之變中横死後，與哥哥一同阻止明智光秀軍進攻近江。此後，因為哥哥們投向勝家而被羽柴秀吉改易，於是繼承成為山岡氏惣領的甲賀郡的一部份權利。天正12年（1584年），在小牧長久手之戰中，跟隨佐久間信榮進攻伊勢國峰城。不久後，成為秀吉的家臣，領地得到保證，後來成為御伽眾。另外，因為領地的關係，與大津城城主京極高次親近。
此後，再次剃髪並自號道阿彌。天正20年（1592年），在文祿之役中，於肥前國名護屋城待命。
在秀吉死後，通過黑田長政等人，接近德川家康。慶長5年（1600年）9月，在關原之戰中，加入東軍，因為守備伊勢長島城和攻略伊勢桑名城、近江水口城而立下功績。戰後，說服在高野山的高次。因此，被賜予近江國內9千石和甲賀組。之後，石高加增，成為常陸國古渡1萬石大名。
在慶長8年（1603年）死去。享年64歲。繼承人是姪兒景以（哥哥景隆的七男）。

## 外部連結
- 武家家伝＿山岡氏 （页面存档备份，存于）